# Филипс, Фрэнсис Чарльз
Фрэнсис Чарльз Филипс (англ. Francis Charles Philips; 3 февраля 1849 — 21 апреля 1921) — британский писатель и драматург.
Окончил Королевское военное училище в Сандхерсте и в возрасте 18 лет поступил на службу в Пехотный полк королевы, старейшее английское воинское подразделение, однако уже через три года вышел в отставку и выбрал карьеру актёра, сперва в Ливерпуле, а затем в Лондоне. Затем начал изучать право и в 1884 году начал практиковать как адвокат. В 1886 году дебютировал как писатель, еженедельно публикуя роман с продолжением в малоизвестной газете Life. В 1888 году этот роман вышел отдельным изданием под названием «Как в зеркале» (англ. As in a Looking Glass) и имел ошеломляющий успех у широкой публики. Книга была переведена на многие европейские языки, во Франции она была в 1889 году поставлена в театре (под названием «Лена») с Сарой Бернар в главной роли (критика отмечала огромный успех постановки и примадонны, несмотря на скромные качества пьесы). В дальнейшем Филипс опубликовал около 40 романов, продолжал выступать как драматург. В 1914 году вышла его мемуарная книга «Моя разнообразная жизнь» (англ. My Varied Life).